# Pavonia geminiflora
Pavonia geminiflora là một loài thực vật có hoa trong họ Cẩm quỳ. Loài này được Moric. mô tả khoa học đầu tiên năm 1844.